# Мессия (телесериал)
«Мессия» (англ. Messiah) — американский веб-сериал в жанре триллер, созданный Майклом Петрони. Первый сезон состоит из 10 эпизодов, релиз которых состоялся 1 января 2020 года. 26 марта 2020 Netflix объявил о закрытии сериала

## Сюжет
Сериал посвящен реакции современного мира на человека, который появляется на Ближнем Востоке, его последователи утверждают, что он является эсхатологическим возвращением Исы (Иисуса). Его внезапное появление и явные чудеса, которые он творит вызывают растущее международное признание, ставя под сомнение, кто он на самом деле. За расследование дела берется офицер ЦРУ.

## В ролях

### В главных ролях
- Мехди Дехби — Аль-Масих (Мессия)
- Томер Сислей — Авирам Дахан
- Мишель Монаган — офицер ЦРУ Эва Геллер
- Джон Ортис — Феликс Игеро
- Мелинда Пейдж Хэмилтон — Анна Игеро
- Стефания Оуэн — Ребекка Игеро
- Джейн Адамс — Мириам Кеннели
- Саид Эль Алами — Джабраил Медина
- Фарес Ландулси — Самир
- Вил Траваль — Вилл Мазерс

### Роли второго плана
- Филип Бейкер Холл — Зелман Кац
- Бо Бриджес — Эдмунд Де Гий
- Хьюго Армстронг — Рубен
- Барбара Ив Харрис — Катерина
- Нимрод Хохенберг — Израэль
- Эмили Кинни — Стейси Кирмани
- Джексон Херст — Джона Кирмани
- Николь Роуз Шимека — Риа Кирмани
- Макрам Хури — Мулла Омар
- Ори Пфеффер — Элон
- Рона-Ли Шимон — Мика Даан
- Кеннет Миллер — Ларри
- Ассаад Буаб — Камар Малуф
- Дермот Малруни — президент Джон Янг

## Эпизоды
| № | Название                                                       | Режиссёр      | Автор сценария                     | Дата премьеры |
| --- | -------------------------------------------------------------- | ------------- | ---------------------------------- | ------------- |
| 1 | «Имеющий уши да услышит» «He That Hath an Ear»                 | Джеймс Мактиг | Майкл Петрони                      | 1 января 2020 |
| Уличный проповедник, одетый в желтые одежды (Мехди Дехби), проповедует толпе в Дамаске, призывая народ не беспокоиться о том, что их город захвачен Исламским государством, поскольку Бог предопределил, что этого не произойдет. Песчаная буря в течение месяца разрывает цепочки поставок ИГИЛ и они отступают, город спасается. Затем проповедник, которого люди называют Аль-Масих, ведет сотни своих последователей в пустыню, вплоть до границы с Голанскими высотами, путь около 65 километров (40 миль). Аль-Масих проходит через забор из колючей проволоки и его арестовывает пограничная полиция Израиля. За решеткой Аль-Масиха допрашивает Авирам Дахан (Томер Сислей), который является агентом Шин Бет (израильское агентство внутренней безопасности). Мессия отказывается назвать свое настоящее имя. Аль-Масих впечатляет Дахана, называя его по имени, а также раскрывает неожиданные факты из жизни агента, о которых не может знать никто кроме него самого. Дахан заканчивает допрос и покидает комнату. Он возвращается рано утром и с удивлением обнаруживает, что аль-Масих сбежал из-под стражи. |                                                                |               |                                    |               |
| 2 | «Дрожь» «Tremor»                                               | Джеймс Мактиг | Майкл Петрони и Брюс Маршал Романс | 1 января 2020 |
| Из-за побега аль-Масиха, назревает международный конфликт, поскольку люди, которых он привел к границе Израиля, голодают. Несмотря на это, даже после известия о его побеге, они принимают решение остаться. Центральное разведывательное управление США вмешивается, чтобы помочь израильским властям найти аль-Масиха и выяснить, кто он на самом деле, расследование возглавляет Эва Геллер (Мишель Монаган). Аль-Масих устраивает проповедь толпе перед мечетью, используя апокалиптические фразы типа «это конец истории». Его проповедь прерывает израильская полиция, которая пытается его арестовать, но операция срывается из-за выстрела, который якобы ранит мальчика. Аль-Масих возлагает руки на мальчика, после чего тот поднимается целым и невредимым, демонстрируя окровавленную пулю публике. Многие мусульмане считают это чудом. Аль-Масих растворяется в толпе. |                                                                |               |                                    |               |
| 3 | «Перст Божий» «The Finger of God»                              | Джеймс Мактиг | Эми Луиз Джонсон и Келли Уайлс     | 1 января 2020 |
| На небольшой городок Дилли, штат Техас обрушивается торнадо. Необъяснимым образом там появляется аль-Масих и спасает Ребекку, дочь-подростка пастора города Феликса Игеро. В социальных сетях появляется видео спасения Ребекки и его перехватывают агенты ЦРУ и блокируют распространение. Проповедник приглашает Аль-Масиха в свой дом, но вскоре на место происшествия прибывает федеральный агент ОАГ (Объединенная Антитеррористическая Группа) и арестовывает Аль-Масиха. Игеро клянется вытащить аль-Масиха из тюрьмы и обращается к другу за помощью, чтобы привлечь на защиту Мессии адвоката из Американского союза борьбы за гражданские права. Геллер прибывает в Техас для допроса аль-Масиха. Она узнает, что он прибыл в США через международный аэропорт Кецалькоатль в Мексике на чартерном самолете, летящем из Иордании. Она требует, чтобы ОАГ позволили ей поговорить с задержанным аль-Масихом, но адвокат аль-Масиха добивается запрета на допрос. Ее ситуация ухудшается, когда одно из видео, доказывающее, что аль-Масих находится в Техасе, обошло их блокировку в социальных сетях и попало в средства массовой информации. |                                                                |               |                                    |               |
| 4 | «Суд» «Trial»                                                  | Джеймс Мактиг | Майкл Брэндон Герсио               | 1 января 2020 |
| Адвокат Аль-Масиха говорит ему, что, хотя обвинение в незаконном въезде в Соединенные Штаты, вероятно, будет поддержано в суде, она считает, что может вывести его из федерального изолятора иммиграционного содержания, в котором он содержится. Когда адвокат покинула зал суда ОАГ проинформировал об этом Еву Геллер и она, несмотря на выкидыш, срочно поехала к нему. Аль-Масих снова поворачивает ситуацию в свою пользу, показывая, что он знает ее имя и что ее мать и муж умерли. Вернувшись в свой гостиничный номер, она разговаривает со своим боссом, который сообщает, что Израиль требует экстрадиции аль-Масиха, и что прокурор штата будет добиваться разрешения на это. Эва Геллер идет к адвокату аль-Масиха, пытаясь убедить ее прекратить борьбу за освобождение аль-Масиха, чтобы не допустить его экстрадицию в Израиль. На суде прокурор утверждает, что аль-Масих лжет о том, что он мусульманин, на что он отвечает, что «под одним солнцем ходим». На следующий день суд принимает шокирующее решение предоставить убежище «г-ну Масиху», что позволяет аль-Масиху выйти из суда свободным человеком. Возле здания суда его уже ожидает машина преподобного Игеро.                                                                                            |                                                                |               |                                    |               |
| 5 | «Хоть и видящий да не узрит» «So That Seeing They May Not See» | Кейт Вудс     | Эмили Сильвер                      | 1 января 2020 |
| На Голанских высотах за тяжело раненным Джибрилем ухаживает его друг и последователь аль-Масиха Самир (Фарес Ландулси). Однако у беженцев, оставшихся без воды и еды, дела идут плохо, и вскоре Самер задается вопросом, откуда у Джибриля такая сильная вера, он называет его «сумасшедшим» за то, что он отказывается от медицинской помощи, поскольку его травмы могут стать смертельными. ЦРУ следует за аль-Масихом и преподобным Игеро обратно в Дилли, штат Техас, где американцы и люди со всего мира начинают собираться, чтобы быть рядом с Аль-Масихом. Аль-Масих селится в маленькой палатке, которую посещает только преподобный Игеро. Когда Игеро спрашивает его, что делать дальше, аль-Масих говорит ему, что ему нужно слушать Бога. Авирам Дахан едет в Техас, чтобы убить аль-Масиха, но не может заставить себя нажать на курок, когда сталкивается с ним лицом к лицу. |                                                                |               |                                    |               |
| 6 | «Не все мы уснём» «We Will Not All Sleep»                      | Кейт Вудс     | Майкл Петрони и Майкл Бонд         | 1 января 2020 |
| Аль-Масих сообщает преподобному, что пора собираться в путь, убеждая Игеро, что это его предназначение. Преподобный Игеро решает взять с собой свою семью, это огорчает его жену Анну (Мелинда Пейдж Гамильтон), но очень радует его дочь. Преподобный Игеро ведет колонну из Дилли, штат Техас, которая скоро вырастет до сотен автомобилей. Эва Геллер, наконец, узнает настоящее имя аль-Масиха из таинственного источника, которого зовут «Q»: Паям Гольшири. Она возвращается в Техас, чтобы следовать за аль-Масихом, который, по сообщениям СМИ, ведет колонну. Она строит теорию, что план аль-Масиха состоит в том, чтобы вызвать «социальный подрыв», потому что он цитировал книгу одного из своих профессоров, который был американцем, но бежал в Россию во время расследования его действий. В конце концов Мессия принимает решение отправиться в Вашингтон, столицу США. Аль-Масих ведет проповедь перед Мемориалом Линкольна и, на глазах у всех, поворачивается и начинает идти по воде, запись этого события была записана на сотни телефонов изумленных зрителей. Тем временем на Голанских высотах Джибрилю в видении является его покойная мать и аль-Масих. Он раздевается и подходит к израильской границе, а затем пересекает её, ведя других беженцев за собой. |                                                                |               |                                    |               |
| 7 | «Да будет так» «It Came to Pass as It Was Spoken»              | Кейт Вудс     | Юган О’Доннелл                     | 1 января 2020 |
| Мир гудит после увиденных чудес аль-Масиха, и даже Конгрегация по делам святых берется за рассмотрение этого случая. Джибриль, оставаясь верным аль-Масиху, попадает в Рамаллах, где его приветствуют как освободителя. Между тем, высшие должностные лица правительства США обеспокоены популярностью аль-Масиха, поэтому глава аппарата Белого дома (Майкл О’Нил) требует, чтобы ЦРУ сделало все возможное, чтобы «дискредитировать» его. ЦРУ отправляет проститутку чтобы та соблазнила аль-Масиха в его отеле, но она признается аль-Масиху, что ей заплатили за его дискредитацию. Однако ЦРУ удается найти брата аль-Масиха, который говорит им, что их воспитал их дядя, профессиональный иллюзионист. |                                                                |               |                                    |               |
| 8 | «Форс-мажор» «Force Majeure»                                   | Кейт Вудс     | Юган О’Доннелл                     | 1 января 2020 |
| Президент Соединенных Штатов (Дермот Малруни) проводит секретную встречу с аль-Масихом; Аль-Масих требует, чтобы президент вывел все войска США из всех точек в мире, используя мормонскую веру президента, чтобы убедить его. На следующий день аль-Масих сообщает средствам массовой информации, что встреча состоялась, это очень разозлило преподобного Игеро, который не был заранее проинформирован. Позже дочь преподобного Игеро рассказывает ему, что ее мать Анна возила ее в Остин, штат Техас, для секретного аборта. Его дочь также рассказывает, что аль-Масих проводил с ней полусекретные встречи и что аль-Масих приехал в Техас ради нее, а не преподобного Игеро. Тем временем в Иерусалиме охранник признается, что это он освободил аль-Масиха из тюрьмы, а не Авирам Дахан. |                                                                |               |                                    |               |
| 9 | «Бог велик» «God Is Greater»                                   | Джеймс Мактиг | Брюс Маршал Романс                 | 1 января 2020 |
| Преподобный Игеро просит, чтобы телевизионный певец Эдмунд Де Гий (Бо Бриджес) включил в свою программу аль-Масиха. Мессия соглашается, но только если преподобный Игеро возьмет с собой свою дочь. Эва Геллер потрясена, тем что ее собственный отец (Филип Бейкер Холл) считает, что аль-Масих — Мессия последнего времени. Ее отец сравнивает ее с ее собственной матерью, которая много раз терпела неудачу, но никогда не прекращала попытки зачать ребенка. В гневе Геллер рассказывает, что она выкинула последнюю искусственно оплодотворенную еще до смерти ее мужа яйцеклетку, и что у нее больше нет надежды; выйдя из дома, она идет в отель, а затем занимается сексом с Авирамом Даханом. Оказалось, что комплекс в Бадии является тренировочным лагерем террористов, Самера завербовали он должен сыграть роль террориста-смертника. Пока Джибриль произносит свою речь, Самер входит в мечеть, показывает взрывчатку, привязанную к его груди, и поднимает кнопку. Глядя в глаза Джибриля, он не может заставить себя нажать на пуск; однако жилет с бомбой дистанционно активирует наставник Самера. Тем временем вернувшийся в Моссад Дахан похищает аль-Массиха, чтобы предотвратить его появление в шоу.                                                              |                                                                |               |                                    |               |
| 10 | «Воздаяние за грехи» «The Wages of Sin»                        | Джеймс Мактиг | Майкл Петрони                      | 1 января 2020 |
| Начальник штаба Белого дома принимает решение передать прессе настоящее имя аль-Масиха, где говорится что он был воспитан иллюзионистом, это вызывает смятение среди последователей аль-Масиха. Тем временем Эва Геллер узнает о том, что аль-Масих был похищен. ЦРУ отслеживает самолет на котором летит аль-Масих. В небе аль-Масих говорит с Авирамом, убеждая его освободить свою совесть, и что Бог все равно его любит, что постоянно нужно выбирать между добром и злом и что последним, что он увидит перед смертью, будет лицо мальчика, которого он убил в Мегиддо. Внезапно самолет начинает испытывать сильную турбулентность, и его огни гаснут. |                                                                |               |                                    |               |

## Производство

### Разработка
17 ноября 2017 года Netflix объявила о запуске производства сериала, который будет состоять из десяти эпизодов. Сериал был создан Майклом Петрони, который также является исполнительным продюсером и организатором сериала. Также в роли продюсеров выступили Эндрю Дин, Джеймс Мактиг, Марк Бернетт и Рома Дауни. Так же в съемках принимали участие производственные компании Industry Entertainment и Lightworkers Media. 26 марта 2020 года Netflix объявили, что закрывают сериал после одного сезона

### Кастинг
В январе 2018 года было объявлено, что Джон Ортис, Томер Сислей и Мехди Дехби сыграют главные роли в сериале. В мае 2018 года было объявлено, что Мишель Монаган также сыграет одну из главных ролей. В июне 2018 года стало известно, что Мелинда Пейдж Гамильтон, Стефания Оуэн, Джейн Адамс, Сайид Эль Алами, Фарес Ландулси и Уил Травал присоединились к основному составу. В том же месяце было объявлено о том, что Бо Бриджес и Филип Бейкер Холл присоединились к актёрскому составу

### Съемки
Основные съемки первого сезона состоялись в Аммане, Иордании; Альбукерке, Маунтинэйре, Эстансии, Белене, Санта-Фе и Клинс-Корнерс, Нью-Мексико, с июня 2018 года по август 2018 года.

## Критика

### Отзывы критиков
Сайт-агрегатор рецензий Rotten Tomatoes сообщил о 44 % -ном рейтинге одобрения первого сезона, основываясь на отзывах 27 критиков. Критический консенсус на сайте гласит: «Многообещающая предпосылка и превосходный подбор актеров не могут спасти Мессию от слабой подачи историй». В Metacritic сезон имеет средневзвешенную оценку 46 из 100, основываясь на 8 критиках, что указывает на «смешанные или средние отзывы».

### Конфликт
Трейлер получил негативную реакцию со стороны мусульманской аудитории. В декабре 2019 года на пресс-конференции было объявлено, что Иорданская королевская кинематографическая комиссия попросила Netflix воздержаться от потоковой передачи Мессии в стране из-за провокационных тем и противоречивого религиозного содержания, освещаемого в сериале.